# Ručníkový den

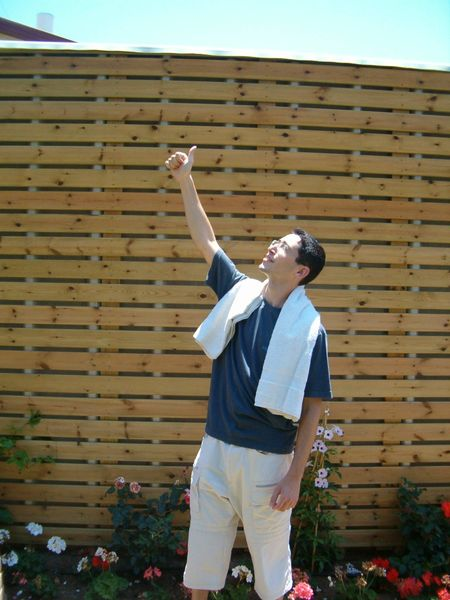
Ručník je třeba nosit viditelně

Ručníkový den (anglicky Towel Day) je neformální svátek připomínající spisovatele Douglase Adamse a jeho dílo. Během svátku, který připadá každoročně na 25. května, nosí fanoušci Douglase Adamse a jeho díla s sebou všude viditelně ručník. Ručníkový den je odkazem na Adamsovo stěžejní dílo Stopařův průvodce po Galaxii, ve kterém je ručník označen za nejpotřebnější věc, kterou u sebe může mezihvězdný stopař mít.
Poprvé se svátek uskutečnil dva týdny po Adamsově smrti v roce 2001, posléze se z něj stala pravidelná akce. Svou tradici má ručníkový den i v Česku: pravidelně se pořádají srazy v Praze a Brně.

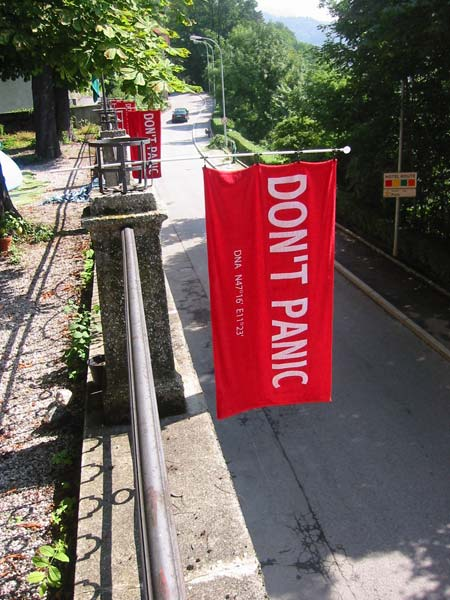
Slavnostní vlajky v rakouském Innsbrucku